# Hans Hartmann (Heimatforscher)

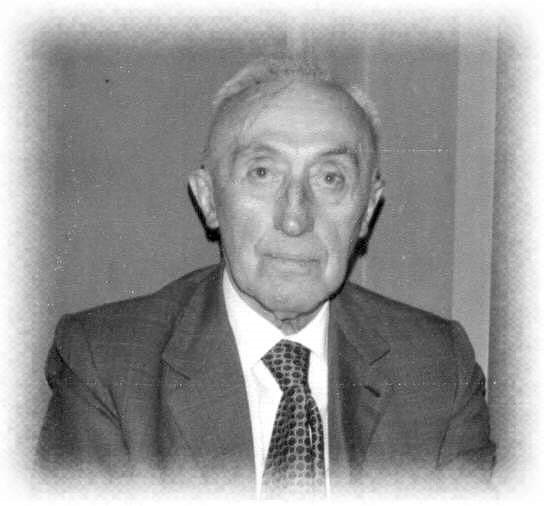
Hans Hartmann

Hans Hartmann (* 1. November 1900 in Gössenreuth, heute Gemeindeteil von Himmelkron; † 3. November 1991 in Döbra) war ein deutscher Lehrer und Heimatforscher.

## Leben und Werk
Hartmann studierte an der Lehrerbildungsanstalt in Bayreuth. Ab 1923 war er in Döbra als Lehrer tätig, später in Neuhaus bei Selbitz, in Kornbach bei Gefrees sowie in Unternschreez bei Bayreuth. Von 1948 bis 1969 war er Lehrer und Schulleiter in Döbra.
Während seiner Zeit als Lehrer in Döbra forschte er in der Geschichte von Döbra und den umliegenden Ortschaften. Seine Ergebnisse wurden in dem von ihm gegründeten heimatkundlichen Arbeitskreis diskutiert und zu Papier gebracht. Für seinen Heimatort verfasste er eine bis ins Jahr 1398 zurückreichende Chronik und erforschte außerdem die Geschichte der Orte Rodeck, Hohenzorn, Poppengrün, Schönwald, Thron und Pillmersreuth (heute alle Stadtteile von Schwarzenbach am Wald). Auch betrieb er Ahnenforschung. Die Ergebnisse seiner Wüstungsforschung, z. B. zu Reuschen oder dem Jaythof bildeten die Grundlage für nachfolgende Autoren.
Mit der Arbeitsgruppe „Heimatkundlicher Arbeitskreis im ehemaligen Landkreis Naila“ war er ab ca. 1970 Herausgeber der Zeitschrift Unsere Heimat. Im Archiv des Stadtmuseums Naila liegt die Schriftenreihe lückenlos vor. Er war neben seiner Tätigkeit als Herausgeber auch Verfasser zahlreicher Artikel in der Zeitschrift des Frankenwaldvereins e. V.
Zudem hatte Hartmann in Döbra im öffentlichen Leben zahlreiche Ämter inne. So wirkte er 30 Jahre lang als Organist, leitete den Männergesangverein, war im Kirchenvorstand und in der Gemeindebücherei tätig. Fast 40 Jahre war er Beobachter der Wetterstation in Döbra.
1978 wurde ihm der Verdienstorden der Bundesrepublik Deutschland verliehen.

## Veröffentlichungen
- Abgegangene Orte an der mittleren Selbitz. In: Frankenwald – Zeitschrift des Frankenwaldvereins e. V., Heft 1/1988. S. 4.
- Urkundliche Geschichte der Burg und des Dorfes Rodeck sowie des Weilers Hohenzorn. Unsere Heimat Nr. 3, Februar 1975.
- Die Flurnamen der Gemeinde Döbra. Unsere Heimat Nr. 7, August 1961 und Nr. 8, September 1961.